# Roderich Graf von Thun und Hohenstein
Roderich Graf von Thun und Hohenstein (* 30. Januar 1908 in Innsbruck; † 3. April 1983 in San José, Costa Rica) war ein deutscher Jurist und politischer Aktivist. Thun wurde bekannt als Geschäftsführer der Arbeitsgemeinschaft Katholischer Deutscher (AKD) und als Vorsitzender des Bundes Kreuz und Adler.

## Biografie
Roderich Graf von Thun entstammte dem Adelsgeschlecht der Thun und Hohenstein. Er studierte Rechtswissenschaften.  
Durch seine Verwurzelung im katholischen Milieu war von Thun mit dem katholischen Politiker Franz von Papen bekannt. Als Papen bald nach seiner im Januar 1933 erfolgten Ernennung zum Vizekanzler in der Regierung Hitler die Gründung des Bundes katholischer Deutscher (BkD) vorzubereiten begann, bat er Thun darum, das Amt des Generalsekretärs dieser Organisation zu übernehmen. Zweck des Bundes sollte offiziell eine Verbesserung des Verhältnisses von Kirche, Staat und NSDAP sein. Unausgesprochen lag der Organisation zudem noch die Absicht zu Grunde, die politische Stellung Papens zu stärken, indem sie ihm durch eine Organisation und Bündelung der katholischen Bevölkerung in einem unter seiner Patronage stehenden Zusammenschluss ein weiteres Standbein und damit zusätzlichen machtpolitischen Rückhalt geben sollte. 
Nachdem Thun vom 1. April bis zum 1. Juli als Generalsekretär des BkD fungiert hatte, übernahm er zum 2. Juli als Nachfolger von Emil Ritter das Amt des Geschäftsführenden Vorsitzenden. Dieses behielt er bis zur Überführung des BkD in den Bundes Kreuz und Adler am 2. Oktober 1933 bei, in dem er in derselben Funktion tätig blieb. Öffentliches Aufsehen erregte er im Januar 1934 mit dem Aufruf die „rückhaltlose Mitarbeit am Nationalsozialismus zu vertiefen“.
Am 2. Juli 1934 wurde Thun im Zuge des Vorgehens der Nationalsozialisten gegen ihre innenpolitischen Gegner als Mitglied des Umfeldes der „reaktionären Kreise“ im Umfeld von Papens von der Gestapo verhaftet und ins Hausgefängnis der Gestapo in der Prinz-Albrecht-Straße in Berlin verschleppt, aus dem er aber bereits spät am selben Abend entlassen wurde.
Mit Aufnahmedatum 1. Mai 1937 trat Thun auf Vermittlung von Rudolf Heß in die NSDAP ein (Mitgliedsnummer 5.599.919).
Nach dem Zweiten Weltkrieg lebte Thun, der seit 1955 mit Manuela Gräfin von Tattenbach verheiratet war, in Costa Rica, wo er unter anderem in der Entwicklungshilfe und als Dozent an der Universidad Rodrigo Facio de Costa Rica tätig war.